# Родионс Куруцс
Родионс Куруцс (лет. Rodions Kurucs; Цесис, 5. фебруар 1998) летонски је кошаркаш. Игра на позицији крила, а тренутно наступа за Мурсију.

## Каријера

### Клупска
Куруцс је каријеру започео у ВЕФ Риги, одакле је 2015. године прешао у Барселону, са којом је освојио Куп Краља и наступао у Евролиги. 
У лето 2018. године је изабран као 40. пик на НБА драфту од стране Бруклин нетса. У тиму Бруклина је провео две и по године, да би потом у оквиру НБА размене играча кратко боравио у Хјустон рокетсима и на послетку, Милвоки баксима.
За три сезоне је забележио укупно 131 наступ у НБА лиги и просечно је бележио шест поена, 3,1 скок и 0,9 асистенција, али је био стандардан само прве године у Бруклину, када је 46 пута био стартер у сезони. У сезони 2018/19. просечно је постизао 8,5 поена и имао 3,9 скокова по утакмици.
У јулу 2021. године је потписао двогодишњи уговор са Партизаном. Након једне сезоне је раскинуо уговор са клубом.

### Репрезентативна
Са репрезентацијом Летоније до 16 година је освојио сребрну медаљу на Европском првенству 2014. године. Тада је уврштен у идеалну петорку првенства.

## Успеси

### Клупски
- ВЕФ Рига:
  - Првенство Летоније (1): 2014/15.

- Барселона:
  - Куп Шпаније (1): 2018.

### Репрезентативни
- Европско првенство до 16 година:  2014.